# Гадяцька міська територіальна громада
Гадяцька міська об'єднана територіальна громада — об'єднана територіальна громада в Україні, на території Миргородського району Полтавської області. Адміністративний центр — місто Гадяч.
Площа громади — 72,48 км², населення — 24 954 мешканці (2018).
Утворена 19 вересня 2018 року шляхом приєднання Біленченківської сільської ради Гадяцького району до Гадяцької міської ради обласного значення.
Відповідно до Закону України «Про внесення змін до Закону України „Про добровільне об'єднання територіальних громад“ щодо добровільного приєднання територіальних громад сіл, селищ до територіальних громад міст республіканського Автономної Республіки Крим, обласного значення» громади, утворені внаслідок приєднання суміжних громад до міст обласного значення, визнаються спроможними і не потребують проведення виборів.

## Населені пункти
До складу громади входять 1 місто (Гадяч) і 20 сіл: Біленченківка, Бутовичеське, Грипаки, Донцівщина, Київське, Кияшківське, Кіблицьке, Круглик, Малі Будища, Оріханове, Осняги, Островерхівка, Петроселівка, Писарівщина, Рудиків, Саранчова Долина, Сари, Степаненки, Харківці та Червоний Кут.